# Matriz bidiagonal
Una matriz bidiagonal es una matriz con elementos distintos de cero tan solo a lo largo de su diagonal principal y de la primera superdiagonal o de la primera subdiagonal. Solo una de estas dos últimas puede estar ocupada. 
Por ejemplo, la siguiente matriz es bidiagonal:
{\displaystyle {\begin{pmatrix}1&4&0&0\\0&4&1&0\\0&0&3&4\\0&0&0&3\\\end{pmatrix}}}
Cuando la primera superdiagonal está ocupada, la matriz se denomina bidiagonal superior. Cuando la primera subdiagonal está ocupada, la matriz se denomina bidiagonal inferior
{\displaystyle {\begin{pmatrix}1&0&0&0\\2&4&0&0\\0&3&3&0\\0&0&4&3\\\end{pmatrix}}.}
La forma general:
{\displaystyle T={\begin{pmatrix}a_{1,1}&a_{1,2}&0&\dots &0\\0&a_{2,2}&a_{2,3}&\ddots &\vdots \\0&\ddots &\ddots &\ddots &0\\\vdots &\ddots &\ddots &\ddots &a_{n-1,n}\\0&\dots &0&0&a_{n,n}\end{pmatrix}}}